# چاد مک‌کوئین
چاد مک‌کوئین (انگلیسی: Chad McQueen؛ (زادهٔ ۲۸ دسامبر ۱۹۶۰ - درگذشتهٔ ١١ سپتامبر ٢٠٢۴) هنرپیشه اهل ایالات متحده آمریکا .ود وی از سال ۱۹۸۴ میلادی تا ٢٠٢۴ مشغول فعالیت بوده‌است.

او فرزند استیو مک‌کوئین و پدر  استیون آر. مک‌کوئین است.
او در فیلم تب هیجانی شدید بازی کرده است.